# Tsūshōgō
Der Tsūshōgō (jap. 通称号, Tsūshōgō, dt. „Rufcode“) war ein militärischer Deckname für Einheiten des Kaiserlich Japanischen Heeres während des Zweiten Chinesisch-Japanischen Krieges und des Pazifikkrieges.

## Zusammenstellung des Tsūshōgō
In den 1930er begann das Kaiserlich Japanische Heer, seinen Einheiten Tarnnamen zu geben. Dieser bestand aus dem Heidan-Mojifu (兵団文字符, „Korps-Zeichen“) und dem Tsūshō-Bangō (通称番号, „Rufnummerncode“). Beide zusammen bildeten den Tsūshōgō.

### Heidan-Mojifu
Heidan-Mojifu-Decknamen wurden in Kanji, der japanischen Bezeichnung für chinesische Schriftzeichen, geschrieben. Sie wurden nur an Armeen, Divisionen, selbstständige Brigaden oder Heeres-Schiffs-Verbände vergeben. Alle Einheiten innerhalb einer Division nutzten den Heidan-Mojifu ihrer Division. Einheiten, die nicht Bestand einer Division waren, nutzten den Heidan-Mojifu ihrer übergeordneten Einheit. Der Heidan-Mojifu war permanent zugewiesen und änderte sich während des Bestehens einer Einheit nicht. Wurde eine untergeordnete Einheit, z. B. ein Regiment einer Division, einer anderen Division zugeordnet, übernahm das Regiment den Decknamen der neuen Division. Ein weiteres Beispiel ist die Verlegung einer selbstständigen Transport-Einheit der 18. Armee, die als Heidan-Mojifu Mō (jap. 猛, 'Ungestüm') hatte, an die 15. Armee. Der Heidan-Mojifu der 15. Armee war Hayashi (jap. 林, 'Hain'), der fortan der Heidan-Mojifu der selbstständigen Transport-Einheit wurde.
Beispiele für Heidan-Mojifu-Decknamen: Burg (5. Armee), Nachkomme (33. Armee), Jade (1. Division), Zeder (8. Division), Fest (15. Division), Sumpf (38. Division), Angriff (2. Panzer-Division), 1RD (Dai-1 Teishin Shūdan [1. Luftsturm-Division]).

### Tsūshō-Bangō
Sobald eine Einheit das japanische Mutterland verließ, erhielt es einen Tsūshō-Bangō, einen Nummern-Code. Dieser bestand aus vier oder fünf arabischen Ziffern. Im Verlauf des Zweiten Weltkrieges erhielten auch die Divisionen, die für die Heimatverteidigung vorgesehen waren, einen Tsūshō-Bangō. Ein Nummern-Code wurde z. B. Divisionen, Regimentern, Signal- und Sanitätseinheiten, Feldhospitälern, selbstständigen Bataillonen, Kompanien und sogar Zügen zugeteilt. Der Nummern-Code war normalerweise permanent zugewiesen.
Ein Problem mit der Nummerierung trat bei Einheiten auf, die in der Mandschurei stationiert waren. Die Truppenteile hatten teilweise drei- und vierstellige Nummern-Codes, was darauf schließen lässt, dass der Tsūshō-Bangō in der Mandschurei eingeführt wurde. Dort wurden anfangs sogar nur zwei- bzw. dreistellige Nummern-Codes verwendet. Die meisten Einheiten hatten als Bestandteil des Tsūshō-Bangō ein M, das für Mandschurei stand. Sobald eine Einheit aus der Mandschurei verlegt wurde, wurde ihr Nummern-Code, sofern er nur zwei- oder dreistellig war, auf das vier- bzw. fünfstellige System umgestellt.
Ein weiteres Problem war, dass ältere Einheiten wie die 10. Division durcheinandergewürfelte Nummerierungen hatten, wie folgendes Beispiel zeigt:
| Truppenbezeichnung          | Tsūshō-Bangō |
| --------------------------- | ------------ |
| 10. Division                | 5425         |
| 10. Infanterie-Regiment     | 409          |
| 39. Infanterie-Regiment     | 646          |
| 63. Infanterie-Regiment     | 679          |
| 10. Aufklärungs-Regiment    | 430          |
| 10. Feldartillerie-Regiment | 330          |
| 10. Pionier-Regiment        | 998          |
| 10. Signal-Einheit          | 6100         |
| 10. Transport-Regiment      | 124          |

Bei später aufgestellten Einheiten wurde eine fast durchgehende Nummerierung gewählt wie folgendes Beispiel der 33. Division zeigt:
| Truppenbezeichnung          | Tsūshō-Bangō |
| --------------------------- | ------------ |
| 33. Division                | 6820         |
| 216. Infanterie-Regiment    | 6842         |
| 217. Infanterie-Regiment    | 6843         |
| 218. Infanterie-Regiment    | 6844         |
| 33. Aufklärungs-Regiment    | 6845         |
| 33. Feldartillerie-Regiment | 6846         |
| 33. Pionier-Regiment        | 6847         |
| 33. Signal-Einheit          | 6848         |
| 33. Transport-Regiment      | 6849         |

### Tsūshōgō
Der Heidan-Mojifu der 33. Division war Yumi (Bogen), folglich sah ihr Tsūshōgō wie folgt aus:
| Truppenbezeichnung          | Tsūshōgō  |
| --------------------------- | --------- |
| 33. Division                | Yumi 6820 |
| 216. Infanterie-Regiment    | Yumi 6842 |
| 217. Infanterie-Regiment    | Yumi 6843 |
| 218. Infanterie-Regiment    | Yumi 6844 |
| 33. Aufklärungs-Regiment    | Yumi 6845 |
| 33. Feldartillerie-Regiment | Yumi 6846 |
| 33. Pionier-Regiment        | Yumi 6847 |
| 33. Signal-Einheit          | Yumi 6848 |
| 33. Transport-Regiment      | Yumi 6849 |